# Flecha Brabanzona 2020
La 60.ª edición de la clásica ciclista Flecha Brabanzona fue una carrera en Bélgica que se celebró el 7 de octubre de 2020 sobre un recorrido de 197 kilómetros con inicio el municipio de Lovaina y final en la ciudad de Overijse.
La carrera formó parte del UCI ProSeries 2020, calendario ciclístico mundial de segunda división, dentro de la categoría UCI 1.Pro y fue ganada por el francés Julian Alaphilippe del Deceuninck-Quick Step. Completaron el podio, como segundo y tercer clasificado respectivamente, el neerlandés Mathieu van der Poel del Alpecin-Fenix y el también francés Benoît Cosnefroy del AG2R La Mondiale.

## Equipos participantes
En esta ocasión formaron parte de la carrera 25 equipos, 15 de categoría UCI WorldTeam y 10 de categoría UCI ProTeam. Formaron así un pelotón de 172 ciclistas de los que acabaron 114. Los equipos participantes fueron:
| WorldTeams (15)- Deceuninck-Quick Step - Lotto Soudal - AG2R La Mondiale - Astana - Bahrain McLaren - Bora-Hansgrohe - CCC Team - Cofidis - Ineos Grenadiers - Israel Start-Up Nation - Mitchelton-Scott - NTT Pro Cycling - Team Sunweb - Trek-Segafredo - UAE Team Emirates ProTeams (10)- Alpecin-Fenix - Sport Vlaanderen-Baloise - Circus-Wanty Gobert - Bingoal-Wallonie Bruxelles - Arkéa-Samsic - B&B Hotels-Vital Concept p/b KTM - Gazprom-RusVelo - Team Novo Nordisk - Riwal Securitas - Total Direct Énergie |
| |

## Clasificación final
| \| Clasificación general \| Clasificación general \| Clasificación general \| Clasificación general \| Clasificación general \| \| Ciclista \| Ciclista \| Equipo \| Tiempo \| \| \| --------------------- \| --------------------- \| --------------------- \| --------------------- \| --------------------- \| \| 1.º \| Julian Alaphilippe \| Deceuninck-Quick Step \| 4 h 36 min 52 s \| \| \| 2.º \| Mathieu van der Poel \| Alpecin-Fenix \| + 0 s \| \| \| 3.º \| Benoît Cosnefroy \| AG2R La Mondiale \| + 0 s \| \| \| 4.º \| Sonny Colbrelli \| Bahrain McLaren \| + 13 s \| \| \| 5.º \| Warren Barguil \| Arkéa-Samsic \| + 13 s \| \| \| 6.º \| Michał Kwiatkowski \| Ineos Grenadiers \| + 13 s \| \| \| 7.º \| Andrea Bagioli \| Deceuninck-Quick Step \| + 13 s \| \| \| 8.º \| Anthony Turgis \| Total Direct Énergie \| + 13 s \| \| \| 9.º \| Alessandro Covi \| UAE Team Emirates \| + 13 s \| \| \| 10.º \| Dries Devenyns \| Deceuninck-Quick Step \| + 13 s \| \| |                      |                       |                 |
| |                      |                       |                 |
| Fuente: ProCyclingStats |                      |                       |                 |
| Clasificación general |                      |                       |                 |
| Ciclista | Ciclista             | Equipo                | Tiempo          |
| 1.º | Julian Alaphilippe   | Deceuninck-Quick Step | 4 h 36 min 52 s |
| 2.º | Mathieu van der Poel | Alpecin-Fenix         | + 0 s           |
| 3.º | Benoît Cosnefroy     | AG2R La Mondiale      | + 0 s           |
| 4.º | Sonny Colbrelli      | Bahrain McLaren       | + 13 s          |
| 5.º | Warren Barguil       | Arkéa-Samsic          | + 13 s          |
| 6.º | Michał Kwiatkowski   | Ineos Grenadiers      | + 13 s          |
| 7.º | Andrea Bagioli       | Deceuninck-Quick Step | + 13 s          |
| 8.º | Anthony Turgis       | Total Direct Énergie  | + 13 s          |
| 9.º | Alessandro Covi      | UAE Team Emirates     | + 13 s          |
| 10.º | Dries Devenyns       | Deceuninck-Quick Step | + 13 s          |

## UCI World Ranking
La Flecha Brabanzona otorgó puntos para el UCI World Ranking para corredores de los equipos en las categorías UCI WorldTeam, UCI ProTeam y Continental. Las siguientes tablas son el baremo de puntuación y los 10 corredores que obtuvieron más puntos:
| Posición              | 1.º | 2.º | 3.º | 4.º | 5.º | 6.º | 7.º | 8.º | 9.º | 10.º | 11.º | 12.º | 13.º | 14.º | 15.º | 16.º-30.º | 31.º-40.º |
| Clasificación general | 200 | 150 | 125 | 100 | 85  | 70  | 60  | 50  | 40  | 35   | 30   | 25   | 20   | 15   | 10   | 5         | 3         |

| Clasificación |                      |                       |        |
| Posición      | Ciclista             | Equipo                | Puntos |
| ------------- | -------------------- | --------------------- | ------ |
| 1.º           | Julian Alaphilippe   | Deceuninck-Quick Step | 200    |
| 2.º           | Mathieu van der Poel | Alpecin-Fenix         | 150    |
| 3.º           | Benoît Cosnefroy     | AG2R La Mondiale      | 125    |
| 4.º           | Sonny Colbrelli      | Bahrain McLaren       | 100    |
| 5.º           | Warren Barguil       | Arkéa Samsic          | 85     |
| 6.º           | Michał Kwiatkowski   | INEOS Grenadiers      | 70     |
| 7.º           | Andrea Bagioli       | Deceuninck-Quick Step | 60     |
| 8.º           | Anthony Turgis       | Total Direct Énergie  | 50     |
| 9.º           | Alessandro Covi      | UAE Emirates          | 40     |
| 10.º          | Dries Devenyns       | Deceuninck-Quick Step | 35     |